# Forrest-Schwertlilie
Die Forrest-Schwertlilie (Iris forrestii) ist eine Pflanzenart aus der Gattung der Schwertlilien (Iris) innerhalb der Familie der Schwertliliengewächse (Iridaceae). Sie ist nach George Forrest (1873–1932) benannt.

## Merkmale
Die Forrest-Schwertlilie ist eine ausdauernde krautige Pflanze, die einen Rhizomhorst ausbildet und Wuchshöhen von 35 bis 40 (selten 20 bis 50) Zentimeter erreicht. Die Blätter sind kürzer als der Stängel. Sie sind schilfartig, auf einer Seite graugrün und auf der anderen glänzend grün. Die Blüten haben einen Durchmesser von 5 bis 6 Zentimeter und sind gelb. Die Domblätter sind schräg aufrecht. Die Hängeblätter weisen eine rotbraune Aderung auf. Die Platte ist eiförmig. 
Die Blütezeit reicht von Mai bis Juni.

## Vorkommen
Die Forrest-Schwertlilie kommt in Südwest-China in Nord-Yunnan, Südwest-Sichuan und Südost-Tibet sowie in Nord-Myanmar vor. Die Art wächst in Sumpfwiesen und Dschungelrändern in Höhenlagen von 2750 bis 3600 Meter.

## Nutzung
Die Forrest-Schwertlilie wird selten als Zierpflanze für Naturgärten und Teichränder genutzt. Sie ist seit ungefähr 1910 in Kultur.

## Belege
- Eckehart J. Jäger, Friedrich Ebel, Peter Hanelt, Gerd K. Müller (Hrsg.): Exkursionsflora von Deutschland. Begründet von Werner Rothmaler. Band 5: Krautige Zier- und Nutzpflanzen. Springer, Spektrum Akademischer Verlag, Berlin/Heidelberg 2008, ISBN 978-3-8274-0918-8.